# Richard Cobden
Richard Cobden (ur. 3 czerwca 1804 w Heyshott, Sussex, zm. 2 kwietnia 1865 w Londynie) – brytyjski polityk i ekonomista; zwolennik liberalizmu gospodarczego. Jego poglądy utożsamiano później z francuskim leseferyzmem.

## Życiorys
Pochodził z rodziny farmerskiej. Po śmierci ojca pracował jako subiekt i komiwojażer u wuja (1819-1826). W Manchesterze zaczął parać się publicystyką polityczno-ekonomiczną, następnie podróżował (Ameryka, Niemcy, Bliski Wschód). W 1838 razem z Johnem Brightem założył Ligę Przeciw Ustawom Zbożowym z 1815 (przepisy te zniesiono w 1846). Dał się poznać jako przeciwnik protekcjonizmu agrarnego. Na początku l. 40 XIX w. zasiadał w Izbie Gmin. Kontynuował podróże (Francja - gdzie poznał Bastiata, Hiszpania, Włochy, Rosja), rozpowszechniając idee wolnego handlu. Był przeciwnikiem polityki zagranicznej lorda Palmerstona (wojna krymska i wojna Prus i Austrii z Danią). Przyczynił się do podpisania w 1860 brytyjsko-francuskiego traktatu handlowego (swoboda przepływu towarów i usług). 